# Bacillota
Phylum
Synonymes
- Endobacteria (Cavalier-Smith 1998) Cavalier-Smith 2020
- Desulfotomaculota Watanabe et al. 2019
- Bacillota Whitman et al. 2018
- Bacillaeota Oren et al. 2015
- Eurybacteria Cavalier-Smith 2006
- Posibacteria Cavalier-Smith 2002
- Eurybacteria Cavalier-Smith 1998
- Firmicutes corrig. Gibbons & Murray 1978
- Firmacutes Gibbons & Murray 1978

Les Bacillota (anc. Firmicutes) sont un phylum du règne des Bacillati au sein du domaine Bacteria. Son nom provient de Bacillus qui est le genre type de ce phylum. Il comporte de nombreux genres impliqués en pathologie humaine : Bacillus, Clostridium, Enterococcus, Listeria, Staphylococcus, Streptococcus, Erysipelothrix, Veillonella, etc. Certains tels que Bacillus, Lactobacillus ou encore Streptococcus sont aussi d'importance biotechnologique et industrielle.

## Taxonomie
Ce phylum est proposé en 1978 par N. Gibbons et R. Murray sous le nom de « Firmacutes ». Il va connaître ensuite une histoire mouvementée, faite de nombreuses propositions de renommage, comme l'atteste sa longue liste de synonymes. En 2021 une publication de A. Oren et G. Garrity dans l'IJSEM valide son renommage en Bacillota conformément au code de nomenclature bactérienne (le nom du phylum devant être dérivé de celui de son genre type, en l'occurrence Bacillus, par adjonction du suffixe -ota conformément à une décision de l'ICSP en 2021).
Le nom correct complet (avec auteur) de ce taxon est Bacillota Gibbons & Murray 2021.
Le genre type est Bacillus Cohn 1872.

### Synonymie
Bacillota a pour synonymes :
- Bacillaeota Oren et al. 2015
- Bacillota Whitman et al. 2018
- Desulfotomaculota Watanabe et al. 2019
- Endobacteria (Cavalier-Smith 1998) Cavalier-Smith 2020
- Eurybacteria Cavalier-Smith 1998
- Eurybacteria Cavalier-Smith 2006
- Firmicutes (Gibbons & Murray 1978) Garrity & Holt 2001
- Halanaerobiaeota Alsufyani 2018
- Thermodesulfobiota Frolov et al. 2023

## Liste de classes
Selon la LPSN (18 avril 2025) ce phylum contient sept classes publiées de manière valide :
- Bacilli Ludwig et al. 2010
- Clostridia Rainey 2010
- Culicoidibacteria Neupane et al. 2020
- Erysipelotrichia Ludwig et al. 2010
- Limnochordia Watanabe et al. 2015
- Negativicutes Marchandin et al. 2010
- Thermolithobacteria Sokolova et al. 2007

Il comporte également une classe candidatus, « Ca. Fermentithermobacillia » Kadnikov et al. 2023, dont le nom est invalide car il n'a pas été publié de manière conforme au Code International de Nomenclature Bactérienne. 